# 7인의 새벽
7인의 새벽(Running Seven Dogs)은 대한민국에서 제작된 김주만 감독의 2001년 코미디, 액션 영화이다. 이지현, 정은찬 등이 주연으로 출연하였고 여한구 등이 제작에 참여하였다.

## 캐스팅
- 이지현 : 김현희 역
- 정은찬 : 이기훈(운짱) 역
- 이남희 : 길수 역
- 안홍진 : 재성 역
- 윤용현 : 라이트광 역
- 성동일 : 파이프광 역
- 이후 : 소년 A 역
- 장지웅 : 소년 B 역
- 이나영 : 소년 C 역
- 조덕현 : 주유소 사장 역
- 손민석 : 올백 역
- 최성범 : 올빽 애들 1 역
- 오경택 : 올빽 애들 2 역
- 임정훈 : 올빽 애들 3 역
- 윤창호 : 올빽 애들 4 역
- 이현진 : 올빽 애들 5 역
- 류재현 : 올빽 애들 6 역
- 윤희원 : 사내 역
- 금동현 : 찰리 역
- 지대한 : 석현 역
- 이종우 : 택시 승객남 역
- 이명주 : 택시 승객여 역
- 김정훈 : 양아치 1 역
- 송치경 : 양아치 2 역
- 김정국 : 양아치 3 역
- 김용운 : 양아치 4 역
- 최재성 : 양아치 5 역
- 신준영 : 양아치 6 역
- 최보규 : 양아치 7 역
- 최대성 : 편의점 아르바이트남 역
- 최용재 : 정부 역
- 김진양 : LA 마마 역
- 김나영 : 올배 여자 역
- 홍일섭 : 트렁크남 역
- 심경민 : 웨이터 역
- 김현국 : 하우스 멤버 역
- 전주헌 : 취객 역
- 명계남 : 정 회장 / 보스 역 (특별출연)
- 한성식 (특별출연)

## 기타
- 프로듀서: 송승엽
- 조명: 송훈
- 동시녹음: 박감독
- 미술: 김정영